# Bandera de la República Socialista Federada Soviètica de Rússia
La bandera de la RSFS de Rússia representava a la República Socialista Federada Soviètica de Rússia com a República federada de la Unió Soviètica. El model de bandera emprat canvià al llarg del temps, però el més conegut i perdurable consistia en una bandera roja amb la falç i el martell daurats, és a dir, idèntic al de l'URSS, amb l'afegitó d'una una franja blava al cantó de l'asta, adoptat l'any 1954, i substituït l'any 1991 per l'antiga tricolor tradicional russa de tres franges verticals, blanca, blava i vermella de dalt a baix.

## Banderes al llarg del temps

Bandera de iure entre 1917 i 1918, encara que de fet no utilitzada pels bolxevics per representar l'Antic Règim
Primera bandera de la RSFS de Rússia (14 d'abril-17 de juny de 1918), contenint el nom complet del nou estat
Bandera entre 1918 i 1920. De facto fins al 1937
Bandera entre 1920 i 1937. No s'arribà a emprar del tot
Bandera entre 1937 i 1954
Bandera entre 1954 i 1991
Bandera adoptada el 1991, ja durant la descomposició de la Unió Soviètica.